# Kofola

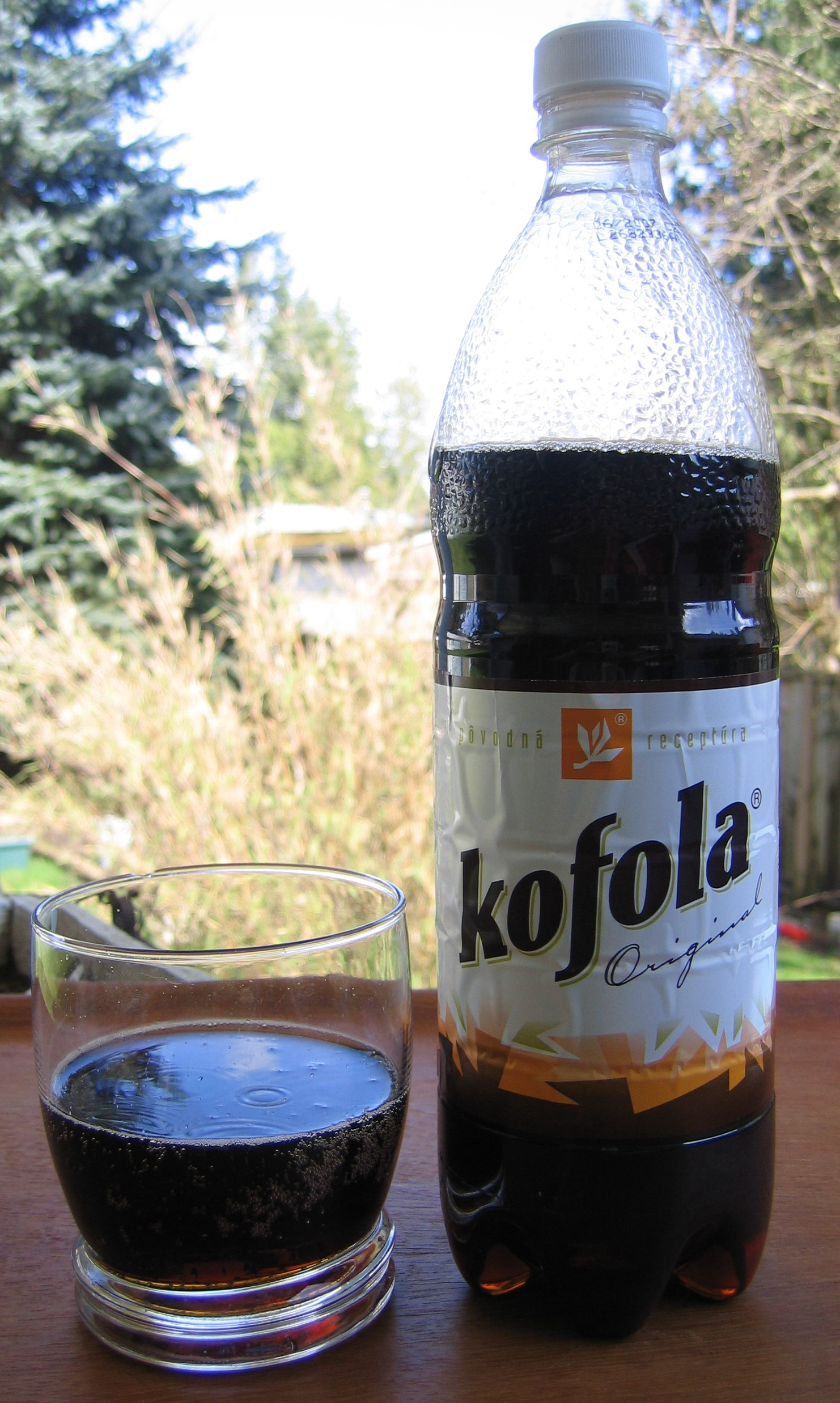
Een fles Kofola

Kofola is een frisdrank die wordt geproduceerd in Tsjechië en Slowakije. Het is op die beide markten de belangrijkste concurrent van Coca-Cola en Pepsi.
Kofola werd geïntroduceerd in 1962 en werd in de jaren zestig en zeventig steeds populairder in het communistische Tsjechoslowakije als vervanger van niet-verkrijgbare westerse cola's zoals Coca-Cola en Pepsi. Na de val van het communistische regime in 1989 moest Kofola plotseling concurreren met vele buitenlandse merken, die deze voor hen nieuwe markt binnenkwamen. In 2000 werd het bedrijf Santa nápoje in de Tsjechische plaats Krnov de enige producent en distributeur van Kofola in zowel Tsjechië als Slowakije.
In 2002 bouwde het bedrijf een nieuwe fabriek in Rajecká Lesná (Slowakije). In 2003 veranderde Santa nápoje haar naam in Kofola, a.s.. Naast Kofola produceert het bedrijf ook andere frisdranken. Hieronder valt ook de productie van R.C. Cola voor de Oost-Europese markt.
Kofola werd van oorsprong al gebotteld in glazen flessen van 0,33 liter, maar sinds 1998 worden ook petflessen van 0,5 en 2 liter gebruikt. In 2003 werden daaraan blikjes van 0,25 liter toegevoegd en in december 2004 ook petflessen van 1 liter. Daarnaast is tap-Kofola uit fusten van 50 liter, dat verkocht wordt in bars en restaurants, ook erg populair.

## Ingrediënten
Het hoofdingrediënt van Kofola is een zoetzure siroop genaamd Kofo. Deze bestaat uit veertien natuurlijke ingrediënten, waaronder extracten van appel en kersen, kruiden, suiker en karamel. Vergeleken met Coca-Cola en Pepsi bevat Kofola 30% minder suiker en 50% meer cafeïne (15 mg/100ml, Coca-Cola 9.6 mg/100ml). Ook bevat het in tegenstelling tot deze twee merken geen fosforzuur (E338).
In 2004 werd een nieuwe variant met citroensmaak op de markt gebracht, Kofola Citrus.